# بیدخور
بیدخور، روستایی است از توابع بخش مرکزی و در شهرستان جوین استان خراسان رضوی ایران. مردم روستای بیدخور به زبان فارسی خراسانی با گویش سبزواری صحبت می‌کنند.

## وجه تسمیه
ریشه کلمه بید یا VEDA به زبان سانسکریت برمی‌گردد که در ریگ ودا آورده شده و در زبان سانسکریت از ریشهٔ وید WID به معنی دانش یا به‌طور اخص به معنی دانش الهی یا علم منزل است. اگر خور را تعریف‌شدهٔ خورشید بدانیم ربط تاریخی بید و بیدخور با اساطیر به دست می‌آید. (نقل از کتاب پژوهش در اساطیر ایران تألیف مهرداد بهار صص ۱۰ و ۴۳)

## جمعیت
این روستا در دهستان پیراکوه قرار داشته که در فاصله ۵۰ کیلومتری از سبزوار، ۳۴ کیلومتری از جغتای و ۳۰ کیلومتری نقاب (مرکز شهرستان جوین) قرار دارد و بر اساس سرشماری سال ۱۳۹۵ جمعیت آن ۲۸۲ نفر بوده است. مردم آن همگی شیعه مذهب هستند. قابل ذکر است بسیاری از اهالی این روستا در سال‌های گذشته به شهرستان‌های سبزوار، تهران، مشهد و غیره به منظور تحصیل و اشتغال مهاجرت کرده ولی در ایام خاص خصوصاً نوروز باستانی، ایام عزاداری محرم و تعطیلات تابستان و سایر تعطیلات مناسبتی به این روستا مراجعه و با حضور در مراسم مختلف علاقه خود را به زادگاهشان به نمایش می‌گذارند.

## معرفی روستای بیدخور، شهرستان جوین
1. ↑  «شهرستان جوین». پورتال اداره ثبت و احوال جوین. بایگانی‌شده از اصلی در ۲۱ ژوئن ۲۰۲۳. دریافت‌شده در ۲۰۲۳-۰۶-۰۹.
2. ↑  «درگاه ملی آمار ایران». بایگانی‌شده از اصلی در ۸ اکتبر ۲۰۰۷. دریافت‌شده در ۱۳ اوت ۲۰۰۸.

روستای بیدخور دارای قدمت تاریخی است و در منطقه ای خوش آب و هوا قرار گرفته است. روستای رامشین در شرق، روستای جلمبادان در جنوب شرقی، روستای قلعه نو در شمال و روستای یوسف آباد در غرب این روستا قرار دارند، بیدخور از نظر زمین و آب زراعی نسبت به تمامی روستاهای اطراف آن وسیع تر و پرآب تر است و به دلیل استقرار در دامنه کوه‌های جنوبی دارای آب و هوای کوهستانی با زمستان‌های سرد و تابستان‌های معتدل و خوش آب و هوا می‌باشد. آب آشامیدنی و مصرفی ساکنین روستا از طریق قنات و رودخانه اندقان و آب لوله‌کشی تأمین می‌شود در سال ۱۳۹۷ یک سد خاکی به صورت مشارکتی توسط جهاد کشاورزی و خودیاری اهالی در قسمت جنوبی روستا به منظور آبخیزداری، ذخیره آب و تأمین آب لازم برای قنات‌های مسیر، احداث و به بهره‌برداری رسید. افزون بر این در محدوده روستا دو چنار کهنسال و تاریخی چند اثر قدیمی از جمله برج قلعه، حمام خزینه ای، آسیاب‌های آبی، پناهگاه وجود داشته که در حال حاضر بقایایی محدود از آنها به جا مانده و بعضاً به دلیل واقع شدن در مسیر طرح هادی روستا تخریب گردیده است. با این حال به دلیل وجود بقعه مطهر امامزاده سید احمد (ع) و آب و هوای مناسب، مهم‌ترین قطب گردشگری - زیارتی منطقه محسوب می‌گردد و پتانسیل بالایی در زمینه جذب زایر، گردشگر و بازدیدکننده از شهرستان‌های اطراف خصوصاً سبزوار، جوین، جغتای، خوشاب و… دارد به طوری که سالانه بیش از ۳۰۰۰۰نفر زائر و گردشگر از این روستا دیدن می‌کنند.
اهم محصولات کشاورزی و باغی روستای بیدخور عبارتند از: جو، گندم، لوبیا، نخود، کنجد، پنبه، ماش، گوجه فرنگی، خیار، خربزه، هندوانه، سیب زمینی، گردو، بادام، گلابی، آلبالو، گیلاس، زردآلو، انواع آلو، گوجه سبز، سیب، سنجد، انگور، هلو، شلیل، شفتالو و…